# Melchior Friedrich von Schönborn-Buchheim

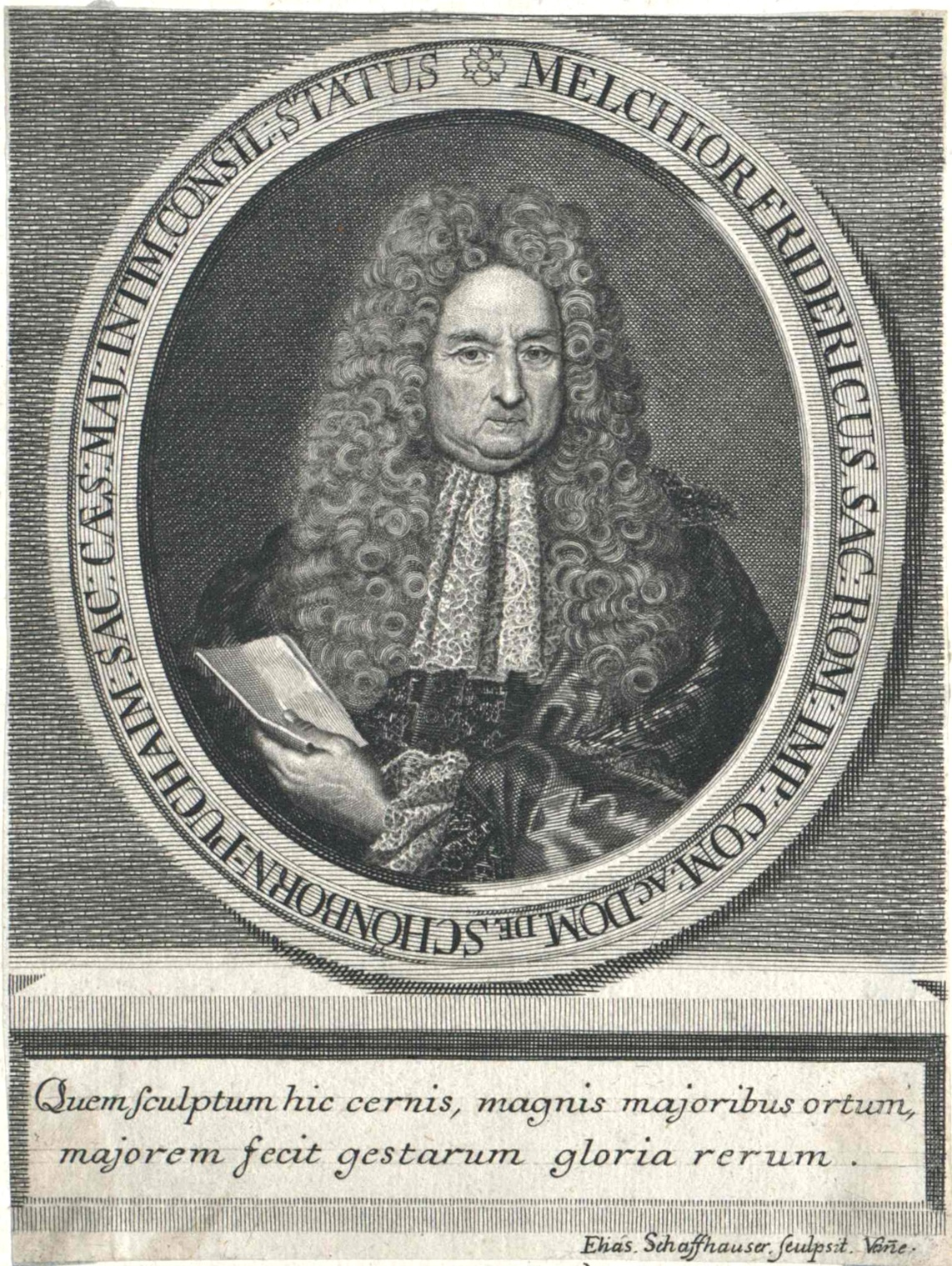
Melchior Friedrich Graf von Schönborn-Buchheim

Graf Melchior Friedrich von Schönborn-Buchheim (* 16. März 1644 in Groß-Steinheim bei Hanau; † 19. Mai 1717 in Frankfurt am Main) war ein deutscher Adliger, kaiserlicher Geheimrat und Kämmerer sowie kurmainzischer Staatsminister. Er stammte aus dem Hause Schönborn. Nach seinem Tod wurden vier seiner Söhne deutsche Fürstbischöfe.

## Lebenslauf
Melchior Friedrich Reichsfreiherr (bis 1701) von Schönborn arbeitete zunächst auf Weisung seines Onkels und späteren Vormunds, des Mainzer Kurfürsten und Erzbischofs Johann Philipp von Schönborn (1605–1673), als kurmainzischer Gesandter in Lüttich, Den Haag, Königsberg, Dresden, beim Aachener Kongress und beim Kölner Kurfürstentag, bevor er von 1672 bis 1700 Vizedomus von Aschaffenburg wurde. Er wurde zusätzlich kaiserlicher Geheimrat und Kämmerer, kurmainzischer Staatsminister, Obermarschall von Mainz und Würzburg, Erbschenk von Kurmainz, Erbtruchsess von Würzburg, am 5. August 1701 Reichsgraf – nach Adoption vom  19. Februar 1711 nannte er sich Schönborn-Buchheim (siehe unten) –, am 1. Juli 1709 Mitglied des böhmischen Adels, am 22. Januar 1710 Mitglied des Adels von Niederösterreich, am 27. April 1711 Adelsmitglied in Oberösterreich, 1720 Inkolat in Steiermark und Kärnten und kam am 19. Februar 1711 in den Alten Herrenstand.

## Ehefrau
Er war vermählt mit Maria Anna Sophia Johanna Freiin von Boineburg und Lengsfeld (* 16. Oktober 1652; † 11. April 1726), Tochter des Johann Christian von Boyneburg, die ihm 18 Kinder gebar, wovon vier jung starben. Vier Söhne aus dieser Ehe wurden Fürsterzbischöfe mit großen Einnahmequellen, Johann Philipp Franz von Schönborn in Würzburg, Friedrich Karl von Schönborn in Würzburg und Bamberg, Franz Georg von Schönborn in Trier und Worms und Damian Hugo Philipp von Schönborn-Buchheim in Speyer und Konstanz. Ein weiterer Sohn war Rudolf Franz Erwein von Schönborn, Vizedomus von Aschaffenburg und kaiserlicher geheimer Rat. Sein zweiter Sohn Friedrich Karl, der spätere Fürstbischof von Würzburg und Bamberg, führte noch zu Lebzeiten seines Vaters als Reichsvizekanzler in Wien für die Kaiser Joseph I. und Karl VI. von 1705–1731 die Reichshofkanzlei, die oberste Behörde des Heiligen Römischen Reiches.
Die Töchter heirateten in angesehene Adelsfamilien. Amalia Anna Elisabeth heiratete beispielsweise den General Otto Ernst Leopold von Limburg-Stirum, es waren die Eltern des späteren Speyerer Fürstbischofs Damian August Philipp von Limburg-Stirum.

## Eltern
Sein Vater, der früh verstorbene kurmainzische Amtmann Philipp Erwein von Schönborn (1607–1668), war der einzige Bruder des Mainzer Kurfürsten und Erzbischofs Johann Philipp von Schönborn (1605–1673), der  26 Jahre Erzbischof von Mainz (ab 1647), 31 Jahre Bischof von Würzburg (ab 1642) und 10 Jahre Bischof von Worms (ab 1663) war. Dieser Bruder Johann Philipp, später als „deutscher Salomo“ gerühmt, gehörte zu den bedeutendsten Erzbischöfen des Erzbistums Mainz und war der Patron des Familiengeschlechts. Er war es auch, der seinen Vater Philipp Erwein von Schönborn zunächst zum kurmainzischen Oberamtmann zu Steinheim einsetzte, wo am 16. März 1644 Melchior Friedrich geboren wurde. Spätere Ämter- und Titelzuweisung des Bruders an Philipp Erwein wie die zum Erbschenken des Erzstifts Mainz und zum Erbtruchsessen des Hochstifts Würzburg folgten.
Seine Mutter war Maria Ursula, geb. Greiffenclau von Vollrads (* 15. Juli 1612; † 28. August 1682), eine Nichte des 1629 verstorbenen Kurfürsten und Erzbischofs von Mainz Georg Friedrich von Greiffenklau (1573–1629). Sie hatten 12 Kinder, 7 Töchter und 5 Söhne. Zur weiteren Verwandtschaft zählten die einflussreichen Familien von Eltz und von der Leyen.

## Besitzungen
1654 hatte sein Vater Philipp Erwein von Schönborn (1607–1668) das aus dem Jahre 1550 stammende adlige Wohnhaus der Familie Stockheim zu Geisenheim erworben, das spätere Schloss Schönborn. Am 30. August 1661 hatte Philipp Erwein von Schönborn dem Grafen von Heusenstamm dessen Herrschaft abgekauft. Er ließ die im Dreißigjährigen Krieg teilweise zerstörte alte Burg wieder herrichten und  von 1663 bis 1668 auf dem Vorhof ein vorderes Schloss im Renaissancestil errichten, das zunächst als vierflügeliges Wasserschloss geplant war. Das hintere instand gesetzte Schloss wurde teilweise von den Bediensteten bewohnt. Standesgemäß veranlasste er, nunmehr auch Erbtruchsess von Würzburg, seit 5. August 1701 zum Reichsgraf ernannt, dann auch in Mainz, dem Sitz seines Bruders, des herrschenden Kurfürsten und Erzbischofs, den Bau des Schönborner Hofes in Mainz von 1668–1670, dessen Fertigstellung er aber nicht mehr erlebte.

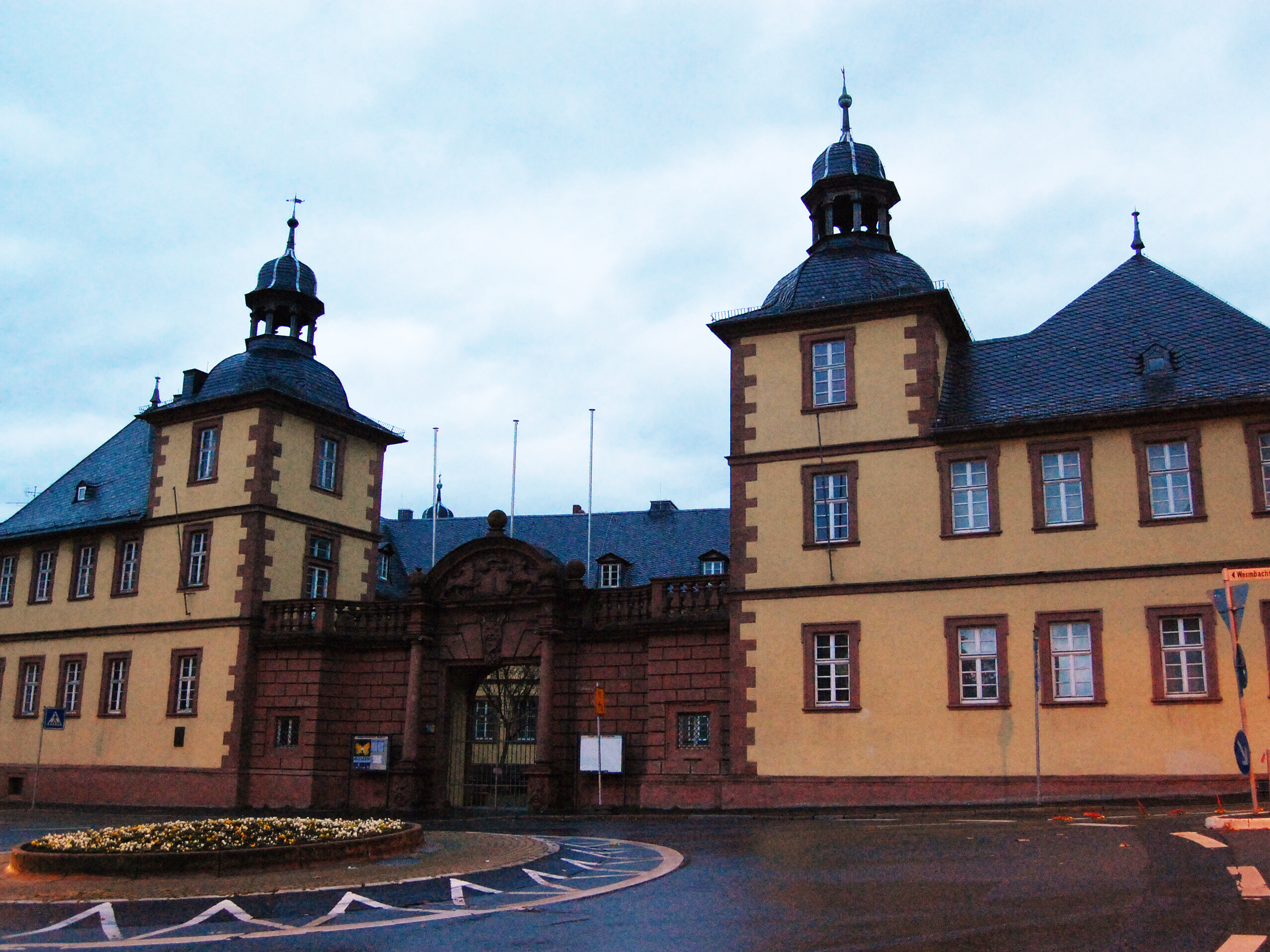
Schönborner Hof (Aschaffenburg), erbaut 1673–1681

Der Schönborner Hof in Aschaffenburg, ein Stadtpalais, wurde von 1673 bis 1681 als Aschaffenburger Wohnsitz für den Mainzer Obersthofmarschall und Vizedom Melchior Freiherr von Schönborn und dessen Ehefrau Sophia Maria Anna errichtet. Gebaut wurde er nach den Entwürfen des Mainzer Kapuzinerpaters Matthias von Saarburg. Da Melchior Friedrich zunehmend vor allem im Raum Aschaffenburg reich begütert wurde, gab er seinen bisherigen Wohnsitz im Schloss Schönborn in Heusenstamm zugunsten seines Sohnes Anselm Franz von Schönborn, Buchheim und Wolfsthal (1681–1726) ab, das von seinem Vater Philipp Erwein von Schönborn (1607–1668) erbaut worden war.

## Schönborn-Buchheim

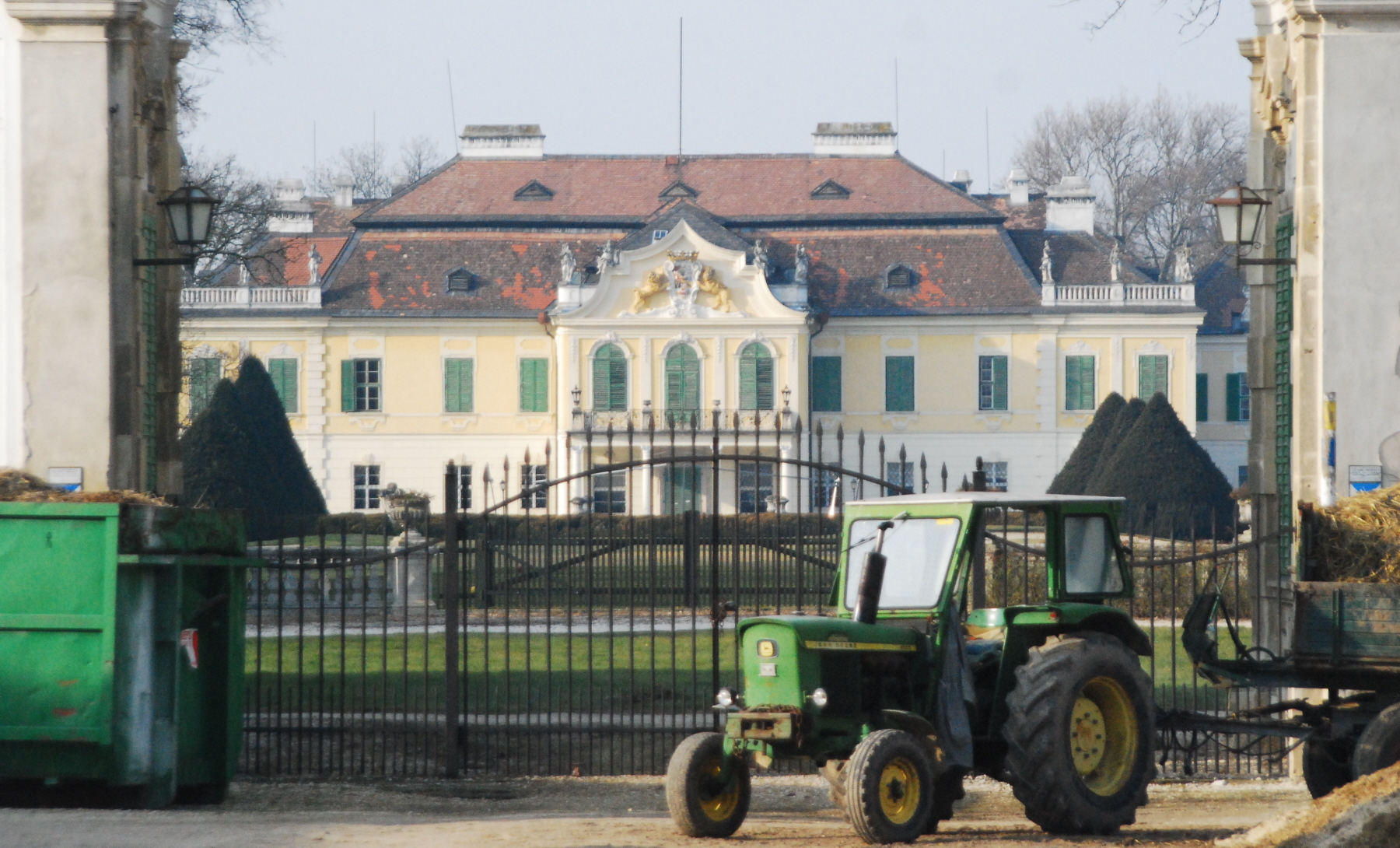
Schloss Göllersdorf, Niederösterreich (seit 1712 im Besitz der Familie Schönborn)

1710 kaufte Melchior Friedrich vom letzten Grafen von Puchheim (vgl. auch Schloss Puchheim), Franz Anton von Bucheim, dem damaligen Bischof zu Wiener Neustadt, die Herrschaften Göllersdorf, Mühlberg und Aspersdorf in Niederösterreich. Mit dem Kauf war der Eintritt in den österreichischen Adel verbunden. Wechselseitig nannte sich dann der Verkäufer Puchheim-Schönborn, die Käuferfamilie fortan Schönborn-Puchheim, später Schönborn-Buchheim. Auch dem Vater Melchior Friedrich Graf von Schönborn wurde der österreichische Grafentitel zuerkannt.
Das vorhandene Schloss in Göllersdorf (Weinviertel) wurde nach dem Bau des neuen Schlosses Schönborn geräumt und später verkauft; heute betreibt die Republik Österreich auf dem Gelände des Schlosses die Justizanstalt Göllersdorf. Ab 1711–1718, schon kurz nach dem Kauf beauftragte Melchior Friedrich den Architekten Johann Lukas von Hildebrandt mit dem Umbau der auf dem Besitz befindlichen Veste Mihlberg in ein repräsentatives Landschloss. Südöstlich des Ortes entstand eine Dreiflügelanlage mit ausgedehntem Garten, Orangerie und Schlosskapelle. Am Nordwestrand des weitläufigen Schlossparks errichtete Hildebrand 1729–1733 eine monumentale Johannes-Nepomuk-Kapelle. Das Schloss befindet sich noch im Familienbesitz (Friedrich Karl Schönborn-Buchheim sen.). Im Schlosspark wurde 1989 eine Golfanlage eröffnet, die internationale Auszeichnungen errang. Zwei Drittel der Anlage befinden sich auf dem Schlossparkareal und fügen sich harmonisch in das historische Parkgelände ein. Der Golfclub Schloß Schönborn nutzt das Schloss als Clubhaus für den Golfplatz.
1715 erwarb der Reichsvizekanzler Friedrich Karl Graf Schönborn zusätzlich die nahegelegene Herrschaft Weyerburg in Niederösterreich/Weinviertel – ca. 10 km östlich von Hollabrunn – aus dem Besitz des Freiherrn Dominikus von Hochburg.

## Seine Grablege

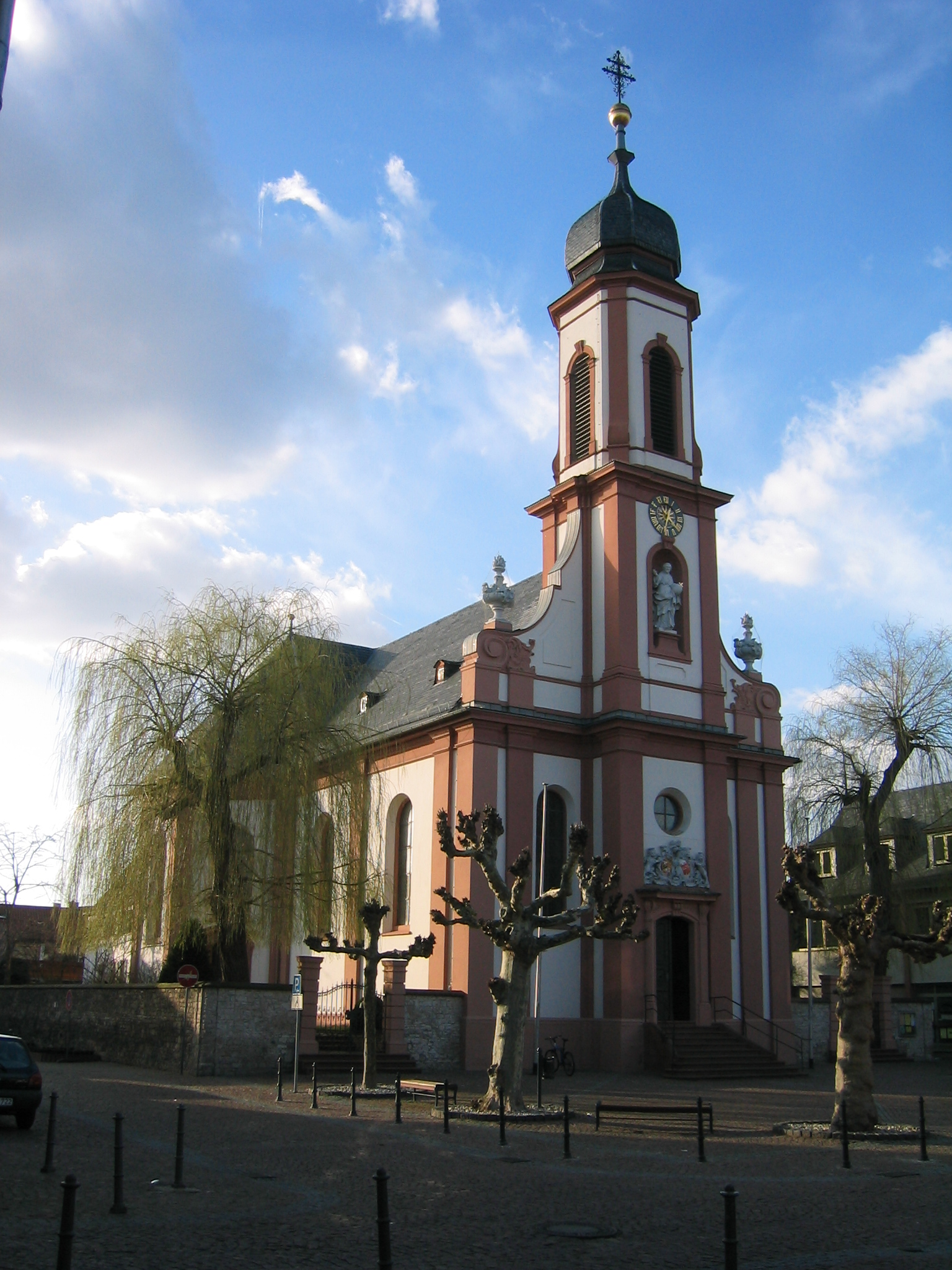
Barockkirche St. Cäcilia in Heusenstamm

Die Krypta der Pfarrkirche St. Cäcilia (Heusenstamm) wurde von 1739 bis 1741 als katholische Begräbniskirche des Heusenstammer Zweiges der Grafen von Schönborn vom Baumeister Johann Balthasar Neumann erbaut. Sie ist das bedeutendste barocke Bauwerk im hessischen Heusenstamm. Hier liegen die sterblichen Überresten von 9 Personen in 8 Gräbern der Heusenstammer Schönborn’schen Linie, so auch die von Melchior Friedrich von Schönborn und seiner Ehefrau Maria Anna Sophia Johanna geborene Freiin von Boineburg und Lengsfeld (1652–1726).